# HD165439
HD165439 — хімічно пекулярна зоря спектрального класу A1, що має видиму зоряну величину в смузі V приблизно  9,4.
Вона  розташована на відстані близько 393,4 світлових років від Сонця.